# Lenau Ház
A pécsi Lenau Ház a magyarországi német kisebbség kulturális intézménye, névadója Nikolaus Lenau, osztrák költő. Mivel a német anyanyelvű lakosság több mint a fele él a Dél-Dunántúlon, és a magyarországi németek kultúrájának mai legfontosabb városa Pécs, ezért fontos a német kisebbségi kultúra számára a Lenau Ház. A Lenau Ház a pécsi német iskolaközpont mellett a megye oktatási-kulturális életének egyik legtekintélyesebb ilyen jellegű intézménye.

## Története
1986. októberében Pécs testvérvárosa Fellbach város 10 000 márkát adományozott a Lenau Ház építésére, amelyet 1987-89 között építették. A Német Szövetségi Külügyminisztérium, a második világháború után Magyarországról elűzött németek, és egyéb szervezetek 1,5 millió márkát adományoztak. 1990. június 3-án, Pünkösd vasárnap adtak át rendeltetésének megfelelően.
A 19. század közepén még inkább német városnak számított, semmint magyarnak: miként Michael Haas írta, a belvárosban németül, a szigeti városrészben magyarul, másutt horvátul beszéltek. Ma a kilenc kisebbségi önkormányzat között működik, többek között a német is. 
A Lenau Ház, a Munkácsy utca 8. szám alatti egyemeletes klasszicista lakóházban kapott helyet. Kertjében Trischler Ferenc szobra utal a svábok kitelepítésére. Az épület déli oldalán kerültek felszínre a canterburyi érsek, Becket Tamás tiszteletére felszentelt, domonkos templom és rendház nagyméretű, gótikus falai, alattuk számos kriptával.

## Programok
Műfordítói versenyek, filmvetítések, irodalmi felolvasások, kiállítások, találkozók szerepelnek a Lenau Ház programjai között.

## Lásd még
- Pécs kulturális élete

## Külső hivatkozások
- Hivatalos weboldal
- Lenau Ház a Facebookon
- Német irodalmi est a Lenau Házban. Pécsi Napilap. olvasva: 2009. március 17.
- ABGEDREHT a Lenau Házban[halott link]